# Meave Leakey

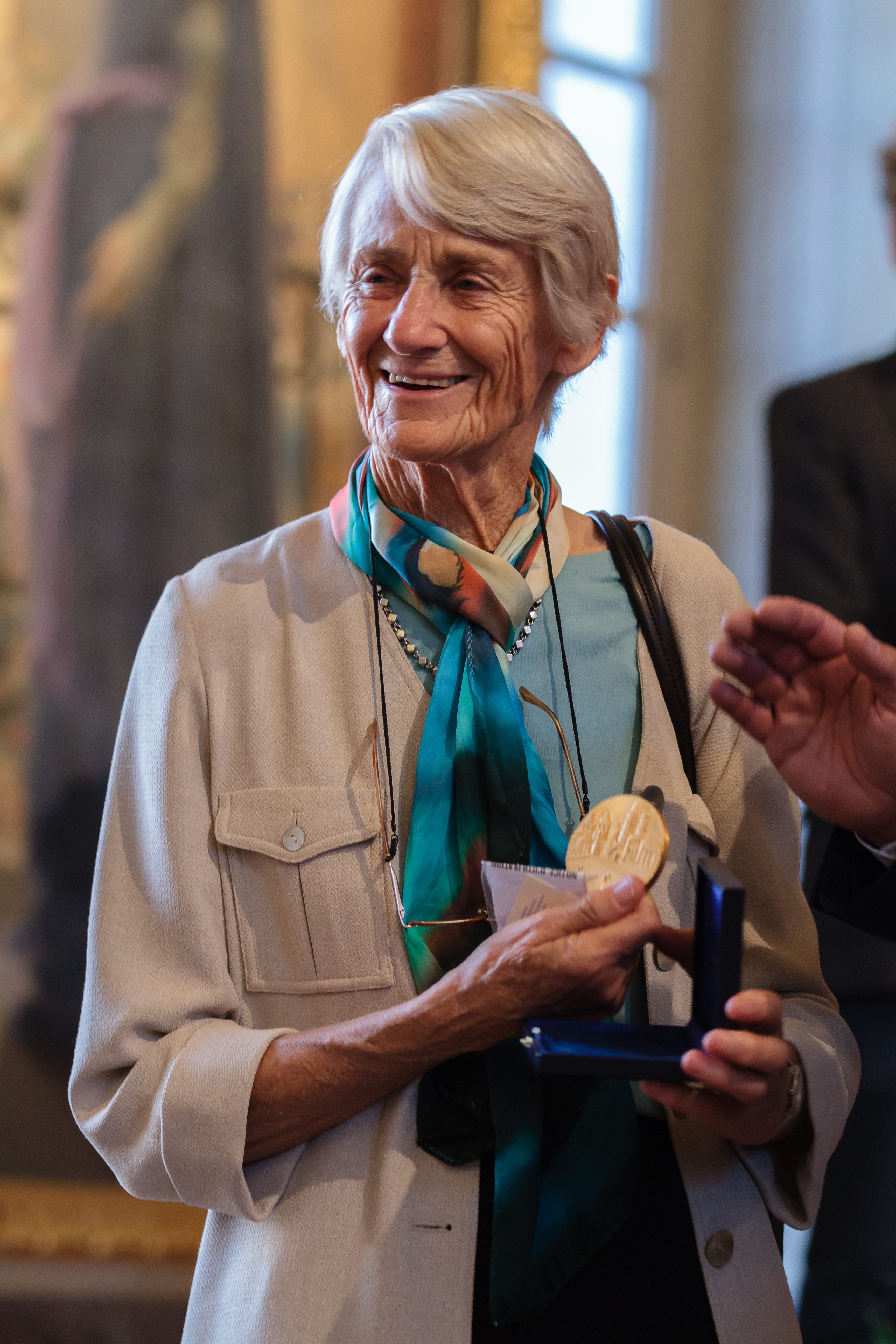
Meave Leakey (2014)

Meave G. (Epps) Leakey (* 28. Juli 1942 in London) ist eine britische Paläoanthropologin und Research Professor an der Stony Brook University in New York. Sie gilt als eine der bedeutendsten Wissenschaftlerinnen der Gegenwart in dieser Disziplin. Meave Leakey gräbt und forscht rund um den Turkana-See in Kenia nach fossilen Überresten früher Vorfahren des Menschen. Sie entdeckte u. a. 1994 in der Fundstätte Kanapoi (Kenia) die bisher älteste Australopithecusart (Australopithecus anamensis) und 1999 einen 3,5 Millionen Jahre alten und fast vollständig erhaltenen Schädel aus dem Formenkreis der Australopithecinen. Er wurde von ihr einer neuen Gattung zugeschrieben und Kenyanthropus platyops benannt.
Ihr Ehemann war der Anfang 2022 verstorbene Richard Leakey, der gleichfalls weltweite Anerkennung als Paläoanthropologe genoss. Richard und Meave Leakey gehören einer Dynastie von Urmenschenforschern an, deren erste Generation Louis Leakey und Mary Leakey waren. In dritter Generation ist inzwischen auch die Tochter von Meave und Richard, Louise Leakey, auf diesem Gebiet tätig.

## Leben
Meave Epps wurde als Kind in Klosterschulen und Internaten erzogen und studierte Zoologie, anfangs speziell Meeresbiologie, bis zum Doktorexamen an der University of North Wales in Bangor (1968). Für ihre Doktorarbeit über den Knochenbau moderner Affen hatte sie 1965 im Tigoni Primate Research Centre vor den Toren von Nairobi gearbeitet. Das Tigoni Primaten-Forschungszentrum stand damals unter dem Patronat von Louis Leakey, der neben seinem Interesse an paläontologischen Ausgrabungen wiederholt auch das Studium des Verhaltens von Menschenaffen angeregt hatte; er versprach sich hiervon Rückschlüsse auf das Verhalten der Vormenschen ziehen zu können. In Nairobi lernte Meave Epps auch dessen Sohn Richard kennen, der sie 1969 zu einer Feldstudie im Gebiet einer damals neu entdeckten paläontologischen Grabungsstelle am Turkana-See einlud – dies war der Beginn ihrer äußerst erfolgreichen wissenschaftlichen Arbeit in Kenia, die zunächst vor allem der Entwicklung der Säugetiere Ostafrikas in früheren Epochen der Erdgeschichte galt. Erst nach dem Flugzeugabsturz ihres Mannes (1993), bei dem dieser beide Beine verlor, widmete sie sich primär den homininen Fossilien.
Seit 1969 arbeitet Meave Leakey für das Kenianische Nationalmuseum in Nairobi, von 1982 bis 2001 war sie dort Leiterin der Abteilung für Paläontologie. Seit 1989 ist sie auch die Koordinatorin für die Ausgrabungen am Turkana-See. Gemeinsam mit Friedemann Schrenk engagiert sie sich für die Uraha-Stiftung, die u. a. der lokalen Bevölkerung in einem Museum in Karonga vermitteln will, was in Afrika bis heute noch fast unbekannt ist: dass der Mensch (Homo sapiens) sich in diesem Kontinent entwickelt hat. Unweit von Karonga, beim Dorf Uraha war 1991 eines der ältesten Fossilien der Gattung Homo – der Unterkiefer UR 501 – geborgen worden.
1970 heirateten Meave und Richard Leakey, 1972 wurde ihre Tochter Louise Leakey geboren, 1974 ihre zweite Tochter Samira. Ihre Vorträge beeindrucken gleichermaßen durch unterhaltsame Anschaulichkeit wie fachliche Kompetenz. Gemeinsam mit Tochter Louise leitet sie noch immer die kenianischen Ausgrabungen am Turkana-See.

## Wissenschaftliche Leistungen
Als bedeutendster Fund von Meave Leakey gilt der 1999 am Turkana-See entdeckte Schädel von Kenyanthropus platyops („flachgesichtiger Keniamensch“), der zu weitreichenden Veränderungen in den wissenschaftlichen Anschauungen über die frühen Arten der Hominini Anlass gab. Sie deutete ihren Fund dahingehend, dass er ein weiterer Ast im Stammbaum der Vormenschen sein könne und somit parallel zu Australopithecus afarensis gelebt habe. Die Klassifizierung des Fundes als besondere Gattung war damit begründet worden, dass Kenyanthropus sowohl Merkmale von Australopithecus als auch von einer frühen Homo-Art aufweise, von Homo rudolfensis, der vor rund 2,5 Millionen Jahren in Afrika gelebt hat. Oder anders formuliert: Das Fossil sieht für sein Alter erstaunlich menschlich aus, wenn man von seinem flachen Gesicht einmal absieht.
Bereits 1995 hatte sie durch einen sensationellen Fund auf sich aufmerksam gemacht, als ihr Team bei Kanapoi am Turkana-See (Kenia) die ca. 4 Mio. Jahre alten fossilen Überreste eines Australopithecus anamensis (Südaffe vom See) entdeckten – ein Name, der insofern irritiert, als nur der Kopf affenartig, das postcraniale Skelett dagegen schon recht menschenähnlich ausgeprägt ist. An diesem Fund – der bisher ältesten Australopithecinenart – konnte dank einiger Schienbeinstücke der Nachweis erbracht werden, dass der aufrechte Gang der Hominini bereits zu dieser frühen Zeit vollständig ausgebildet war und sich offenbar schon in einer Zeit entwickelt hatte, als diese etwa schimpansengroßen Individuen noch in dichten Wäldern lebten. Die Datierung ist auch insofern überraschend, als der letzte gemeinsame Vorfahre von Mensch und Schimpanse nach gängigen Schätzungen vor vier bis sieben Millionen Jahren gelebt hat, der aufrechte Gang demnach also zu den ganz frühen Besonderheiten des zum Menschen führenden Stammbaumzweigs gehört haben muss. Zuvor hatten die etwa 3,7 Millionen Jahre alten, versteinerten Fußspuren von Laetoli (Tansania), die Meaves Schwiegermutter Mary Leakey entdeckt hatte, als die ältesten Belege für den aufrechten Gang gegolten.

## Ehrungen
- 2013 wurde Meave Leakey in die National Academy of Sciences aufgenommen.[4]
- 2016 wurde ihr die Hubbard Medal verliehen, die größtmögliche Auszeichnung durch die National Geographic Society.[5]
- Seit 2017 ist sie Mitglied der American Philosophical Society.[6]

## Schriften (Auswahl)
- Meave G. Leakey et al.: New four-million-year old hominid species from Kanapoi and Allia Bay, Kenya. In: Nature. Band 376, 1995, S. 565–571, doi:10.1038/376565a0, Volltext (PDF). (Memento vom 22. Juli 2018 im Internet Archive)
- Meave G. Leakey et al.: New hominin genus from eastern Africa shows diverse middle Pliocene lineages. In: Nature. Band 410, 2001, S. 433–440, doi:10.1038/35068500.
- als Herausgeberin mit John M. Harris: Lothagam: The Dawn of Humanity in Eastern Africa. Columbia University Press, New York 2003, ISBN 0-231-11870-8.
- Meave Leakey with Samira Leakey: Sediments of Time – My Lifelong Search for the Past. Mariner Books, Boston – New York 2020

## Belege
1. ↑  Meave Leakey: Biography. (Memento vom 10. Mai 2008 im Internet Archive) Im Original erschienen auf achievement.org.
2. ↑  Kurzbiographie auf leakey.com (englisch).
3. ↑  Stony Brook University: Associated Faculty: Meave G. Leakey. Auf: stonybrook.edu, eingesehen am 9. Februar 2022.
4. ↑  National Academy of Sciences: Meave G. Leakey.
5. ↑  Meave Leakey Awarded Hubbard Medal, National Geographic Society’s Highest Honor. Auf: news.stonybrook.edu vom 12. Juli 2016.
6. ↑  Meave Leakey Accepts Membership into Elite American Philosophical Society. Auf: stonybrook.edu vom 11. Mai 2017.

| Personendaten    | Personendaten                      |
| ---------------- | ---------------------------------- |
| NAME             | Leakey, Meave                      |
| ALTERNATIVNAMEN  | Leaky, Meave Epps; Leaky, Meave G. |
| KURZBESCHREIBUNG | britische Paläoanthropologin       |
| GEBURTSDATUM     | 28. Juli 1942                      |
| GEBURTSORT       | London                             |